# Kecoughtan
Kecoughtan, maleno pleme konfederacije Powhatan koje je 1607. živjelo na ušću rijeke James na mjestu dašnjeg okruga Elizabeth City u Virginiji. Njihovo naseljen zabilježeno je pod imenom Kicotan. Prve kontakte imaju s kapetanom Johnom Smithom, vođom nove kolonije, koji je proveo neko vrijeme s njima istražujući Chesapeake Bay i mapirao puteve i šume u tom području. Razvio je prijateljske odnose s njima i istražio njihov način života, trgujući za meso i njihov kukuruz za engleske perlice, bakar i oružje. 
Devetog srpnja godine 1610 u ovaj kraj pristižu na tri broda, Discovery, Susan Constant i Godspeed naseljenici, pa su Indijanci otuda preseljeni po vodstvom sir Thomasa Gatesa.